# 秋田中央交通五城目営業所
秋田中央交通五城目営業所（あきたちゅうおうこうつうごじょうめえいぎょうしょ）は、秋田県南秋田郡五城目町字鵜ノ木にある秋田中央交通の営業所。
なお本稿では併設されている秋田中央トランスポート五城目営業所（あきたちゅうおう - ごじょうめえいぎょうしょ）についても記載する。
場所は1969年に廃止された秋田中央交通線（旧・五城目軌道）の五城目駅跡地にある。鉄道廃止後もバスで国鉄への連絡運輸を行っていた関係で「五城目駅」と称していた。現在は「五城目バスターミナル」と称されている。

## 沿革
- 2005年（平成17年）4月1日：運行管理を子会社の秋田中央トランスポートに委託。
- 2006年（平成18年）4月1日：豊川線、野村大清水線を秋田中央トランスポートに移管。営業所構内に秋田中央トランスポート五城目営業所を設置する。
- 2013年（平成25年）：沖田面線・内川線・面潟線が廃止。

## 所管路線

### 五城目線
臨海営業所と共管
- （系統番号100）秋田駅 - 新国道 - 土崎 - 追分三叉路 - 大久保駅入口 - メルシティ潟上前 - 五城目バスターミナル
2020年3月31日まで八郎潟町の中心部も運行していた。八郎潟駅は経由しない。
2020年4月1日より、五城目町 - 井川町 - 潟上市の一部運行経路を国道285号線経由に変更。バス停『磯ノ目』『上樋口』『坂本入口』『国花苑前』『メルシティ潟上前』を新設。
五城目営業所・男鹿営業所所管路線には系統番号は付されていないが、この路線は秋田市内も運行するため系統番号が付されている。なお、系統番号「100」は、同社の路線に付されている系統番号のトップナンバーである。
「Akica」を含む、全国交通系ICカードでの乗車ができる。

### 移管路線

#### 八郎潟線
- 五城目BT - 八郎潟駅（旧鉄道線の代替路線）

南秋地域広域マイタウンバスに併合。

#### 井川町町内巡回バス
- さくら号1便、4便
- ゆうゆう号3便、4便

(詳細は井川町町内巡回バスの項を参照)

## 廃止路線

### かもしか号（五城目線特急）
- 当該記事を参照。

### 沖田面線
- 五城目BT - 千日 - 滑多羅温泉
かつて沖田面(上小阿仁村)発着の便もあり、この便のみ秋北バスと共同運行していたが、2008年10月1日を以って廃止。

### 内川線
- 五城目BT - 大手 - 大繁

### 面潟線
- 五城目BT - 八郎潟駅 - 一日市上丁

## 秋田中央トランスポート五城目営業所
秋田中央交通五城目営業所管内のうち、いわゆる飛び地路線となっている潟上市（旧・昭和町区域）内路線を2006年4月1日付で路線の移譲を受け、運行を行っている。

### 現行路線
- 潟上市マイタウンバス
- 南秋地域広域マイタウンバス
- 井川町町内巡回バス

### かつての路線

#### 豊川線
- 大久保駅前 - 農協前 - 豊川小学校 - 古井内上丁

#### 野村大清水線
- 大久保駅前 - 研修センター - 出水 - 大清水 - 大清水北野
住吉経由野村大清水線

## 五城目駅
五城目駅（ごじょうのめえき）は、秋田県南秋田郡五城目町字鵜ノ木にあった秋田中央交通線（旧・五城目軌道）の鉄道駅である。

### 歴史
- 1922年（大正11年）4月21日：五城目軌道五城目駅（初代、現・八郎潟駅） - 当駅間開通に伴い東五城目駅（ひがしごじょうのめえき）として開業[1][2][3][4]。一般駅[4]。
- 1927年（昭和2年）1月1日：五城目駅（2代目）に改称[1][2][3][4]。
- 1969年（昭和44年）7月11日：秋田中央交通線の廃線に伴い廃止となる[1][2][3][5]。

### 駅構造
廃止時点で、島式ホーム（片面使用）1面1線を有する地上駅であった。ホームは線路の北側（五城目方面に向かって左手側）に存在した。そのほか側線として、本線八郎潟方から北側に分岐し島式ホーム北側と線路の北側にある貨物ホームに挟まれる形の行き止りの貨物側線を1線、本線から南側に分岐した機回し線、機回し線の南側に数線の側線を有した車庫線を有していた。
職員配置駅となっていた。駅舎は構内の北側に位置し旅客ホームと貨物ホームの東側に接していた。貨物ホーム上にも建屋を有した。
車庫の建屋は、2線を格納する車庫と、線路の南側に倉庫を有した。

### 隣の駅
秋田中央交通
秋田中央交通線
高校前駅 - 五城目駅